# Petunia scheideana
Petunia scheideana är en potatisväxtart som beskrevs av L. B. Smith och Downs. Petunia scheideana ingår i släktet petunior, och familjen potatisväxter. Inga underarter finns listade i Catalogue of Life.